# Petrus Johannes Meindaerts
Petrus Johannes Meindaerts (Groninga, 7 novembre 1684 – 31 ottobre 1767) è stato un arcivescovo vetero-cattolico olandese.
È stato il quarto arcivescovo di Utrecht della Chiesa vetero-cattolica dei Paesi Bassi, ultimo a ricevere la consacrazione da Dominique Marie Varlet.

## Biografia e opere
Meindaerts studiò a Mechelen e Lovanio.
Fu uno dei sacerdoti ordinati nel 1716 da Luke Fagan, vescovo di Meath e poi arcivescovo di Dublino. Successivamente divenne arciprete a Leeuwarden e decano di Frisia.
Il 2 luglio 1739 fu eletto arcivescovo di Utrecht. Il 17 ottobre dello stesso anno fu consacrato da Dominique Varlet (fatto che causò la sua scomunica latae sententiae, Varlet era già stato scomunicato per precedenti consacrazioni senza autorizzazione pontificia). La Curia romana non vide di buon occhio il fatto che Meindaerts, dopo la morte di Varlet avvenuta nel 1742, avesse consacrato altri vescovi al fine di garantire alla Chiesa indipendente olandese la successione apostolica di Roma; al contrario, questi atti furono considerati scismatici. Il 2 settembre 1742 egli consacrò Hieronymus de Bock vescovo di Haarlem. L'11 luglio 1745 egli consacrò Johannes van Stiphout come successore di de Bock, e il 25 gennaio 1758 consacrò Bartholomeus Johannes Bĳeveld vescovo di Deventer.

## Il Sinodo di Utrecht
Nel 1763 Meindaerts convocò un Sinodo regionale a Utrecht per tentare di regolare lo stato canonico della Chiesa di Utrecht e per arrivare ad una riconciliazione con il papa. A questo Sinodo parteciparono l'Arcivescovo di Utrecht, i vescovi di Haarlem e Deventer e 19 sacerdoti della Chiesa, oltre a molti vescovi francesi. L'Assemblea accettò i decreti del Concilio di Trento e riaffermò la primazia e il potere reale in termini di fede e disciplina del Vescovo di Roma. In aggiunta, il sinodo dichiarò di accettare il carattere scismatico della Chiesa ortodossa, respinse il giansenismo, e in parte adottò la Costituzione papale Unigenitus, che era stata una delle ragioni principali del conflitto tra il capitolo di Utrecht e la Santa Sede nella prima metà del XVIII secolo.
Il Sinodo, che inizialmente incontrò il favore di Clemente XIII, e che aveva aperto la strada alla revoca della scomunica della gerarchia della Chiesa olandese, fu tuttavia attaccato dalla corte francese, che a quel tempo stava conducendo una campagna contro il Papa, in termini di esistenza della Compagnia di Gesù. La politica ecclesiastica del re di Francia contro la Curia Romana fece sì che Clemente XIII fu costretto nel 1765 a pubblicare la bolla Non sine acerbo, che condannava i membri del clero di Utrecht che avevano partecipato all'assise.

## Genealogia episcopale
La genealogia episcopale è:
- Cardinale Scipione Rebiba
- Cardinale Giulio Antonio Santori
- Cardinale Girolamo Bernerio, O.P.
- Arcivescovo Galeazzo Sanvitale
- Cardinale Ludovico Ludovisi
- Cardinale Luigi Caetani
- Vescovo Giovanni Battista Scanaroli
- Cardinale Antonio Barberini iuniore
- Arcivescovo Charles-Maurice le Tellier
- Vescovo Jacques Bénigne Bossuet
- Vescovo Jacques de Goyon de Matignon
- Vescovo Dominique Marie Varlet

Congregazione romano-cattolica olandese del clero vetero-episcopale
- Arcivescovo Petrus Johannes Meindaerts